# John Jeppsson
John Jeppsson i riksdagen kallad Jeppsson i Åsum, född 6 februari 1854 i Norra Åsums församling, Kristianstads län, död där 15 juli 1920, var en svensk lantbrukare och riksdagspolitiker.

Jeppsson var verksam lantbrukare på Åsums Norregård i Norra Åsums församling. Som riksdagsman var han ledamot av första kammaren 1902–1907, invald i Kristianstads läns valkrets.